# Sphagnum pseudomedium
Sphagnum pseudomedium är en bladmossart som beskrevs av Warnstorf 1891. Sphagnum pseudomedium ingår i släktet vitmossor, och familjen Sphagnaceae. Inga underarter finns listade i Catalogue of Life.